# 吴双热
吳雙熱（1884年—1934年），本名吳光熊，字渭魚，號雙熱，江蘇常熟人，中国近代作家，是鴛鴦蝴蝶派代表作家之一，民初時期與徐枕亞、李定夷並稱為言情小說三鼎足。代表作品有《孽冤鏡》、《蘭娘哀史》。曾任《民權報》、《五銅元》編輯。

## 生平
吳雙熱與徐枕亞曾為常熟虞南師範學校同學，在校共同組詩社，在1912年，因徐枕亞的哥哥徐天嘯介紹，與徐枕亞一同前往上海擔任《民權報》編輯。其代表作《孽冤鏡》與徐枕亞的《玉梨魂》同時在《民權報》刊登連載，大受讀者歡迎。
1913年末，《民權報》停辦。他回到家鄉試圖自行創辦多次週報，但因經費不足而停止；1927年，將地方上發生的社會新聞改編為話劇演出，反響熱烈，卻受到事件事主的控告和追殺，因而退隱文壇，後曾擔任常熟縣黨部特別委員會秘書，並於上海安徽中學、鎮江中學、淮安中學的教員，後執教於南京正誼中學，幾乎不再動筆創作，於1934年病逝。

## 文學成就
吳雙熱以其言情小說《孽冤鏡》知名，小說敘述一位青年王可青包辦婚姻的悲劇。小說大意是主角王可青有過兩次婚姻，十八歲應父母媒妁之言，娶了一位性格爆烈的商人之女為妻，常以富傲人，對人出言不遜。而在第一任妻子過世後，王可青鰥居多年，經人介紹結識了美女薛環娘，兩人兩情相悅，願結連理，但可青父親反對，硬逼他另娶妻子。第二任妻子素娘脾氣也不好，家庭惡鬥嚴重，男主角可青深感痛苦。薛環娘得知可青另娶後，竟自撞柱子而亡，王可青病憤交加，在環娘墓前自縊，可謂是一樁悲劇。吳雙熱善用不同角色的視角敘述，營造故事的跌宕起伏，此外擅用「鴛鴦」、「蝴蝶」之意象作為故事主角的自托。作品用意雖然感傷，但整體而言，仍不脫對傳統婚姻的「說教」意味。
他除了擅寫哀情小說外，還寫有一批滑稽小說，如《軍門之犬》、《快活夫妻》和滑稽四書演義等。

## 為人評價
吳雙熱曾自稱是「笑者」，徐枕亞等稱其爲「鬼才」，說他「爲人豪決，而善滑稽，似趨於樂觀一派。」。